# Aeonium sanctisebastianii
Aeonium sanctisebastianii är en fetbladsväxtart som beskrevs av David Bramwell och Rowley. Aeonium sanctisebastianii ingår i släktet Aeonium och familjen fetbladsväxter. Inga underarter finns listade i Catalogue of Life.